# Sanitubius anatolicus
Sanitubius anatolicus är en spindelart som först beskrevs av Takahide Kamura 1989.  Sanitubius anatolicus ingår i släktet Sanitubius och familjen plattbuksspindlar. Inga underarter finns listade i Catalogue of Life.